# Città di Greater Bendigo
La città di Greater Bendigo è una Local Government Area che si trova nello Stato di Victoria. Essa si estende su una superficie di 3.048 chilometri quadrati e ha una popolazione di 100.617 abitanti. La sede del consiglio si trova a Bendigo.